# Ibrahim Salou
Ibrahim Salou es un futbolista Ghanés, que juega en el equipo Red Bull New York de Estados Unidos, donde firmó por dos años. Se desempeña en la posición de delantero. Ha formado parte de equipos en Ghana, Alemania, Bélgica, e Dinamarca. 

## Clubes
| King Faisal Babes |  | 1998      |
| TuS Wandsbek 81   |  | 1998-2000 |
| FC Turnhout       |  | 2000-2004 |
| KV Kortrijk       |  | 2004-2005 |
| SV Zulte Waregem  |  | 2005-2006 |
| Club Brugge       |  | 2006-2008 |
| MSV Duisburgo     |  | 2008-2009 |
| Vejile BK         |  | 2009-2010 |
| Red Bull New York |  | 2010-     |

## Títulos

### Club
- SV Zulte Waregem
  - Copa de Bélgica: 2006
- Club Brugge
  - Copa de Bélgica: 2007

## Enlaces
- Club Brugge Perfil
- Transfermarkt.de
- MSV Duisburgo perfil  fussballdaten.de
- Vejle Perfil (enlace roto disponible en Internet Archive; véase el historial, la primera versión y la última).
- ghanaweb.com
- worldfootball.net

- Datos: Q2062351